# Takashi Asahina
Takashi Asahina (朝比奈 隆, Asahina Takashi), né le 9 juillet 1908 à Tōkyō et mort le 29 décembre 2001 à Kōbe, est un chef d'orchestre japonais. 

## Biographie
Il fonde en 1947 l'Orchestre symphonique du Kansai, aujourd'hui Orchestre philharmonique d'Ōsaka, et le dirige jusqu'à sa mort 55 ans plus tard. Il fut également lié à l'Orchestre symphonique de la NHK, ainsi qu'avec le New Japan Philharmonic.
Inspiré par une rencontre avec le chef d'orchestre Wilhelm Furtwängler dans les années 1950, il s'attache à la musique d'Anton Bruckner, enregistrant l'intégralité de ses symphonies à plusieurs reprises. La musique austro-germanique occupe une place à part entière dans son répertoire : outre Bruckner, il dirigea très souvent Beethoven, Brahms, Mahler et Richard Strauss.
En dehors du Japon, il fut associé à l'Orchestre symphonique de Chicago et l'Orchestre symphonique de la Radio NDR de Hambourg au tournant des années 1980-1990.
Il est notamment décoré en 1994 de l'Ordre du Mérite culturel, et de l'Ordre du Mérite de la République Fédérale d'Allemagne.

## Hommages
L'astéroïde (5230) Asahina, découvert en 1988, est nommé en son honneur.

## Distinctions
- Croix d'officier de l'ordre du Mérite de la République fédérale d'Allemagne